# Мелодия (фирма)
«Мело́дия» — советская и российская фирма звукозаписи, старейшая в России компания звуковой индустрии. Основана в 1964 году как Всесоюзная фирма грампластинок. Объединила основные фабрики грампластинок и звукозаписывающие студии, существовавшие на тот момент в СССР, и стала государственной организацией по производству, хранению и распространению звукозаписей.
С момента основания и до второй половины 1980-х годов фирма «Мелодия» являлась единственной в стране государственной организацией по массовому производству и распространению фонограмм. Записи «Мелодии», экспортировавшиеся более чем в 90 стран, получили мировое признание и неоднократно отмечались призами и международными премиями, выпускались известными иностранными компаниями. В свою очередь, «Мелодия» издавала записи по лицензии зарубежных фирм. К началу 1990-х годов фирма входила в шестерку крупнейших мировых звукозаписывающих компаний.
Главной продукцией «Мелодии» в 1960—1980-х годах были грампластинки. В начале 1970-х годов освоен выпуск фонограмм на магнитной ленте (компакт-кассетах), а к началу 1990-х годов — на компакт-дисках. Всего до 1991 года было издано примерно 49 тысяч наименований. «Мелодия» обладает правами на все фонографические записи, сделанные ею, кроме тех, права на которые у фирмы изначально не было.
В 1990-х годах, в процессе демонополизации, часть структур «Мелодии» была упразднена, часть получила самостоятельность. C 1993 года фирма представляет собой федеральное государственное унитарное предприятие «Фирма Мелодия» (ФГУП «Фирма Мелодия»). По определению главного редактора (на тот момент) Андрея Трошина, в 2006 году «Мелодия» являлась европейским лейблом среднего размера.
В настоящее время «Мелодия» занимается лицензированием, изданием, тиражированием и распространением фонограмм на компакт-дисках. Издания включают в себя записи классической музыки, эстрады, народного творчества, литературные записи. Записи из архивов постепенно оцифровываются и каталогизируются, а также издаются DVD. В 2013 году «Мелодия» стала одним из 20 лауреатов премии ICMA, победив в номинации «Лучшая историческая запись».
7 февраля 2020 года компания ООО «Формакс» выкупила на аукционе 100 % акций АО «Фирма Мелодия» у Росимущества за 329,6 млн рублей. Таким образом, «Мелодия» полностью перешла в частные руки со всеми интеллектуальными правами на музыкальные записи, фоноархив лейбла до 1991 года остался в собственности РГАФД.

## История
23 апреля 1964 года вышло постановление Совмина СССР, согласно которому студии грамзаписи и заводы грампластинок переходили в подчинение Министерства культуры. В свою очередь, Министерство культуры постановлением от 11 мая 1964 года основало Всесоюзную фирму грампластинок «Мелодия».

Дом главного управления «Мелодии» c 1964 года. Фото 1957 года

«Мелодия» объединила всесоюзную и периферийные студии грамзаписи, заводы по производству грампластинок, оптовые торговые базы, Дома грампластинок и стала осуществлять централизованное руководство творческими и промышленными предприятиями и организациями, находящимися в её ведении. Генеральным директором был назначен Николай Иванович Мохов, первым заместителем — Борис Давидович Владимирский. Главное управление располагалось в Москве на Тверском бульваре, дом 24.
В состав фирмы в разные годы входили заводы в Москве, городах Апрелевке Московской области, Ленинграде, Риге, Тбилиси, Ташкенте, Баку, Таллине. В производстве грампластинок использовались в основном фонограммы, записанные во Всесоюзной студии грамзаписи (ВСГ) и других студиях фирмы. По состоянию на конец 1965 года, звукозаписывающие (творческие) студии «Мелодии» располагались в Москве, Ленинграде, Риге (с филиалом в Таллине), Вильнюсе, Ташкенте, Алма-Ате и Тбилиси. Позже (не позднее 1977 года) в состав фирмы были включены студии в Новосибирске и звукозаписывающие участки в Киеве (филиал ВСГ) и Ереване. Студии осуществляли записи только на магнитную ленту, которая затем отправлялась в ВСГ для производства эталона грампластинки.
Центральной студией «Мелодии» стала ВСГ, определявшая планы записей, отбиравшая репертуар и исполнителей. ВСГ монопольно изготовляла эталоны записей на специальных дисках и (до 1978 года) никелевые оригиналы грампластинок для заводов страны, подготавливала и издавала каталоги грампластинок, аннотации к записям, ежеквартальные бюллетени новых записей. Грамзаписи, сделанные ВСГ и другими студиями, неоднократно получали гран-при Французской академии грамзаписи им. Шарля Кро и другие международные премии.
«Мелодия» выпускала грампластинки формата миньон, суперминьон (шеллачные), гранд (в том числе шеллачные) и гигант; часть форматов выпускалась цветными (миньоны, гранды и гиганты) и гибкими (миньоны и гиганты). Скорость проигрывания грампластинок: 78 (суперминьоны, гранды), 33 (все форматы) и 45 (миньоны, гранды) об./мин. Часть грампластинок выпускалась по заказу конторы «Союзинвентарь», часть матриц предоставлялась для печати под этикетками других организаций: «Бюро пропаганды советского киноискусства», «Всесоюзное театральное общество» (ВТО), «Международная книга», «Интурист». Экспортные грампластинки выходили с надписями на латинице, в оформлении, как правило, отличном от грампластинок для внутреннего рынка.
Внешнеторговое объединение «Международная книга» стало представителем «Мелодии» за рубежом. Через «Международную книгу» заключались контракты, экспортировались записи. При посредничестве объединения «Мелодия» заключила в 1965 году контракт с немецкой компанией «Ariola-Eurodisc». В соответствии с договором, фирма «Ariola» получила эксклюзивные права на издание и распространение классической музыки из фонотеки «Мелодии». Успех продаж советских записей в ФРГ стал решающим фактором при подписании эксклюзивного контракта «Мелодии» с американской компанией «Capitol» в августе 1966 года. По словам президента «Capitol» Алана Ливингстона, большую часть материала планировалось записать в России; при этом он отметил, что качество советской звукозаписи не уступает американскому. К 1970 году фирма «Capitol» планировала выпустить 300 миллионов грампластинок с записями классической музыки из фонотеки «Мелодии». Для этого была создана совместная фирма «Melodiya-Angel». Ожидания от продаж в США оправдались, и позднее, в связи с продажей 250-тысячной пластинки советских записей, «Мелодии» был вручен золотой диск «Capitol». В 1968 году подписан контракт с «HMV», и записи из каталога «Мелодии» были выпущены в Великобритании. По состоянию на 1970 год, советские грампластинки экспортировались более чем в 60 стран мира, в том числе во Францию, Нидерланды, Японию; прочные контакты были установлены со странами Восточной Европы. Начиная с 1973 года, после присоединения СССР ко Всемирной конвенции об авторском праве, стали развиваться лицензионные соглашения.
Материалы о новых изданиях регулярно публиковались в периодических изданиях: «Музыкальная жизнь», «Советская музыка», «Советская культура». С 1968 по 1982 год ВСГ издавала полный каталог долгоиграющих пластинок на 33 об./мин. (моно и стерео).
Следуя мировой тенденции, грампластинки на 78 об./мин. постепенно заменялись долгоиграющими. Последний эталон на 78 об./мин. был записан 12 ноября 1969 года, хотя выпуск таких пластинок продолжался ещё несколько лет. В начале 1970-х годов «Мелодия» освоила выпуск магнитофонных кассет. Первые компакт-кассеты были изготовлены в 1971 году Таллинским заводом. В 1972 году при поддержке заводов в Баку и Тбилиси общий тираж кассет составил 500 тысяч экземпляров. Тогда же планировалось, что в 1973 году тираж поднимется до 3 млн. Общий годовой тираж фирмы к началу 1970-х годов составлял около 200 млн грампластинок, продукция экспортировалась в более чем 70 стран.
По словам генерального директора «Мелодии» на начало 1970-х годов Василия Ивановича Пахомова, в 1972 году издания фирмы были впервые представлены в странах Африки и Латинской Америки. В 1974 году «Мелодия» провела выставку достижений мировых технологий. На ней был представлен, в частности, стационарный синтезатор «Synthi 100», который позднее был приобретён и установлен в Московской экспериментальной студии.
Стремление к расширению производства и улучшению продукции «Мелодии» обозначилось с пуском нового предприятия — Московского опытного завода «Грамзапись» (МОЗГ), вступившего в строй в 1978 году. На 1978 год продукция фирмы экспортировалась в 92 страны. С октября 1979 года выходил ежеквартальный каталог-бюллетень «Мелодия», содержавший списки новых грампластинок, рассказы об исполнителях, интервью, научно-популярные статьи, переписку с читателями. В 1980-е годы гибкие грампластинки стали выпускаться меньшими тиражами. В 1986 году был заключён контракт с фирмой «Mobile Fidelity», ставшей эксклюзивным распространителем записей «Мелодии» в Северной Америке. С 1987 года «Мелодия» и ВСГ перешли на хозрасчёт, с 1989 года «Мелодия» стала вести самостоятельную экспортную политику. В том же году были выпущены первые компакт-диски.
К 1991 году «Фирма Мелодия» располагала 21 предприятием, включая заводы и дома грампластинок. Но с распадом Союза тиражи продукции стали постепенно снижаться. Это объяснялось экономической ситуацией в России, конкуренцией со стороны независимых частных лейблов звукозаписи, сокращением заказов, а также общим падением спроса на виниловые пластинки, которые в новых условиях не могли конкурировать с компакт-дисками. Многие объекты, принадлежавшие фирме, закрылись, сменили собственника или оказались за рубежом. В начале 1990-х годов директор «Мелодии» Валерий Васильевич Сухорадо подписал договор со звукозаписывающим концерном «BMG». Директор ФГУП «Фирма Мелодия» на 2006 год Андрей Трошин заявил в интервью, что интерес для «BMG» представляла фонотека фирмы. По договору лицензии на фонограммы и права на дистрибуцию были переданы «BMG» в эксклюзивное пользование, что, по мнению Трошина, привело к разрушению всей структуры фирмы «Мелодия». В 2003 году срок действия договора с «BMG» истёк.
Официальный веб-сайт открылся у «Мелодии» 27 января 2004 года. По информации сайта, фирма специализируется в первую очередь на продвижении новых направлений деятельности, а также на качественной реставрации и выпуске архивных записей на компакт-дисках. В каталоге фирмы присутствуют популярная эстрадная музыка, классическая музыка, джаз, аудиопродукция для детей (сказки), рок, аудиокниги. Преобладает советская и российская продукция, музыка русских и советских композиторов. 25 апреля 2012 года «Мелодия», в преддверии своего 50-летия, объявила о намерении выпуска архивных записей на виниловых пластинках ограниченным тиражом.
Начиная с 2007 года «Мелодия» регулярно включалась в перечень объектов, планируемых к приватизации. В 2011 году Росимущество назначило новым руководителем предприятия А. Б. Кричевского, который отметил, что подготовка ФГУПа к приватизации может продлиться в течение года, так как для этого необходимо оцифровать фонотеку. На тот момент оцифровка была выполнена на 5 %.
7 февраля 2020 года компания ООО «Формакс» выкупила на аукционе 100 % акций АО «Фирма Мелодия» у Росимущества за 329,6 млн рублей. Таким образом, «Мелодия» полностью перешла в частные руки со всеми интеллектуальными правами на музыкальные записи, архив материальных носителей (звукозаписей) остался в собственности у государства.

## Студии грамзаписи

### Московские
Всесоюзная студия грамзаписи (ВСГ) была организована 5 ноября 1957 года, располагалась в пристройке Дома звукозаписи, с 1960 года разместилась на улице Станкевича. По словам Юрия Энтина, который с 1962 года работал редактором ВСГ, в начале 1960-х годов на студии были относительно свободные нравы. Именно там появлялись «какие-нибудь „Ландыши“, которые потом критиковались за мещанство». Записи проходили в специально оборудованном здании бывшей Англиканской церкви, с большим (на первом этаже) и малым (на втором этаже) залами-студиями. Там же размещались специальные аппаратные для монтажа записей и снятия дублей, оснащённые многочисленными аппаратами для записи на магнитную плёнку и переписи на тондиски, реставрационная аппаратная для восстановления старых записей из архивов и частных коллекций. Имелись аппаратные для записи из Большого зала Московской консерватории и Большого театра. Редакция и управление ВСГ размещалось в пасторском доме при церкви.

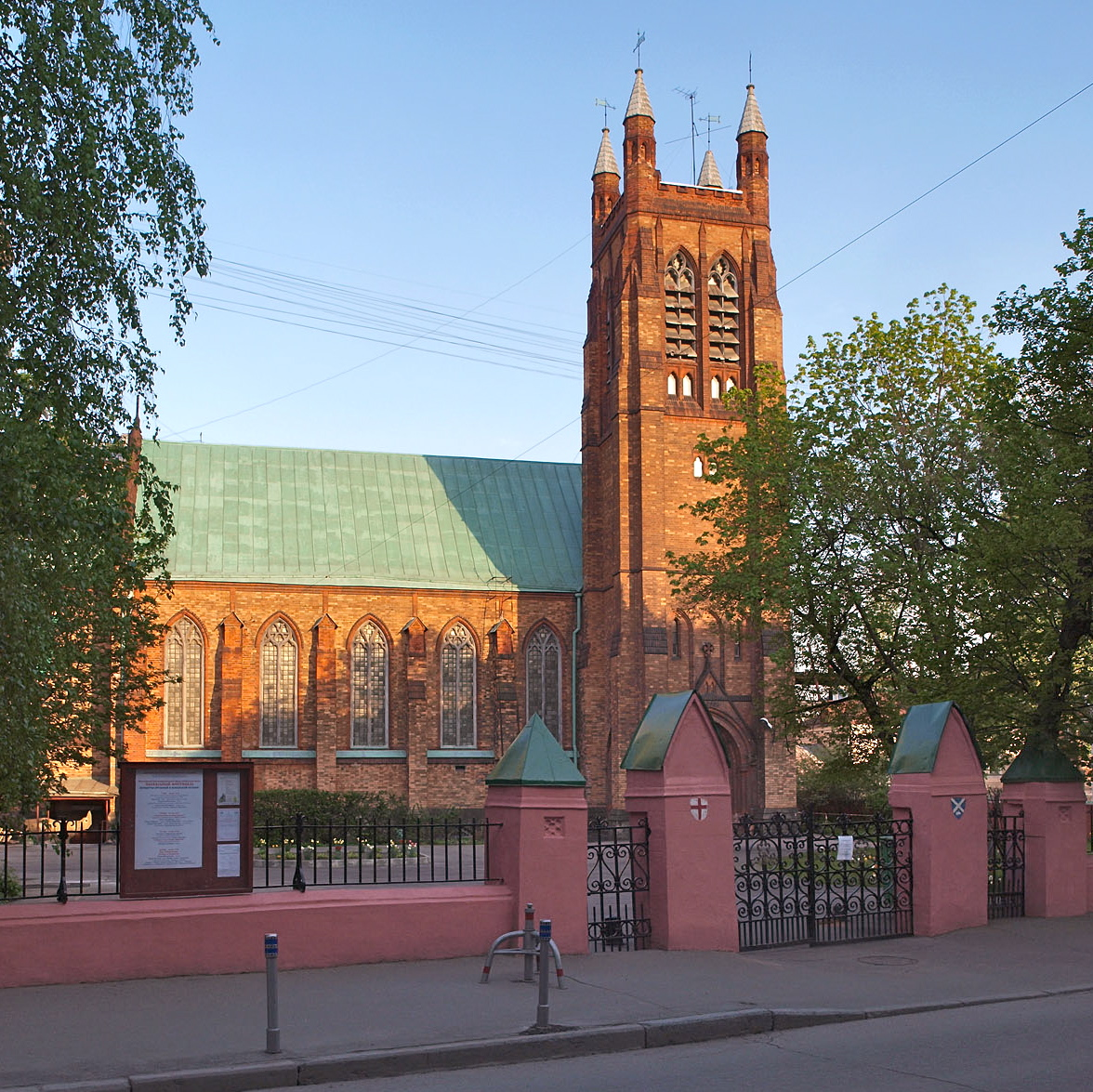
Здание Всесоюзной студии грамзаписи с 1960 по 1994 год. Фото 2009 года

23 июля 1964 года ВСГ была включена в состав «Мелодии» и стала центральной студией фирмы (по выражению редактора Анны Николаевны Качалиной, ВСГ была «рабочей лошадкой „Мелодии“»).
С начала 1960-х годов все записи ВСГ производились только в стереозвучании, в 1970-х годах началось освоение квадрофонической записи. В 1966—1976 годах ВСГ получила около 50 международных премий. Из звукозаписывающей аппаратуры студия располагала, в частности, швейцарским четырёхдорожечным магнитофоном Studer J-37 (1971). Звукорежиссёр студии Рафик Рагимов, рассказывая о работе над первыми альбомами группы «Песняры» в 1979—1980 годах, упоминает 24-дорожечные Studer и Otari, английский пульт Amec, немецкие микрофоны Neumann U47.
С 1973 года в штате ВСГ был создан ансамбль «Мелодия» под управлением Г. А. Гараняна.
В системе ВСГ были выездные студии с передвижной аппаратурой для записи в других городах. Все фондовые записи за пределами Москвы выполнялись только выездными студиями и специалистами. В тех редких случаях, когда записи для фонда делали местные звукорежиссёры, их работы сначала направлялись в Москву на худсовет, утверждённый руководством центральных студий. В 1980-х годах работала выездная студия «Тонваген», также известная как «MCI», изготовленная в Лондоне и демонстрировавшаяся на московской выставке «Связь-80». На ней подпольно записывались некоторые группы: они ездили следом за студией и работали в ней по ночам. Так, в 1983 году записались группы Аквариум и Странные игры, а в период с 1987 по 1989 года были записаны альбомы «Блок ада» и «Шестой лесничий» группы Алиса. Из официально записанных на студии дисков известен первый студийный альбом «Мастер» группы «Мастер».
В 1991 году преподобный Тайлер Стрэнд (англ. Rev. Tyler Strand) убедил руководство «Мелодии» разрешить использовать церковь для проведения воскресных служб. В конце 1994 года здание было окончательно передано Англиканской церкви.
На Кронштадтском бульваре, дом 7, в 1978 году вступил в строй Московский опытный завод грамзаписи (МОЗГ), проект которого предусматривал помещения для звукозаписывающих студий.

### Ленинградская

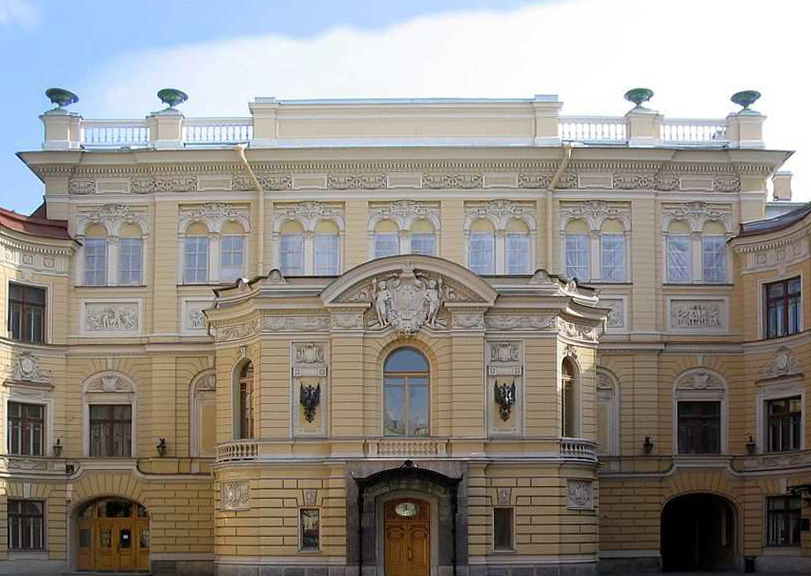
Здание Капеллы, где в 1959 году расположилась аппаратная Ленинградской студии грамзаписи. Фото 2004 года

Ленинградская студия грамзаписи открыта 29 апреля 1959 года на проспекте Карла Маркса, дом 57. В том же году была создана аппаратная в здании Академической капеллы.
В 1964 году студия вошла в состав «Мелодии» в качестве самостоятельной структуры. Записи проходили в здании Академической капеллы, а с 1988 года в помещении Лютеранской церкви на Большом проспекте Васильевского острова. Первоначально студия была оборудована аппаратурой, разработанной Ленинградским оптико-механическим объединением, затем чешской аппаратурой фирмы Tesla.
По состоянию на 1970—1980-е годы 70 % репертуара студии составляла классика. Каждый музыкант имел свою тарифную ставку и на этой основе получал гонорар за запись. Дирижёр симфонического оркестра получал примерно 400 рублей за одну-две недели работы над грампластинкой. По воспоминаниям Анатолия Васильева, записывавшегося на Ленинградской студии в 1967 году в составе группы «Поющие гитары», их гонорар был меньше:

В студии расставляли микрофоны, выходила группа и начинала играть. Если кто-то что-то запарывал, звукорежиссёр нажимал на кнопку «стоп» и все начинали играть по новой, и так по нескольку раз. Платили нам 7 рублей за день записи, а вот что касается денег за проданный тираж, который был многомиллионным, то мы, по-моему, ничего так и не получили.

По его словам, в те времена существовал негласный закон, по которому на диске-гиганте могли звучать только две собственные композиции, а остальное место отдавалось песням членов Союза композиторов.
Ленинградская студия отличалась новаторским подходом к звукорежиссуре. Например, звукорежиссёром Виктором Диновым впервые в СССР стал применяться метод записи наложением.
Преемником Ленинградской студии в 1990-х годах стала Петербургская студия грамзаписи, которая располагает фоноархивом, созданным за все годы её существования и насчитывающим более чем 4500 наименований. В основном, это записи классической музыки. Фонограммы хранятся на аналоговых и цифровых носителях. По состоянию на 2008 год в составе было три тон-ателье и четыре аппаратные.

### Рижская

Композитор Маргер Зариньш, звукорежиссёры Язепс Кулбергс и Александрс Грива в Рижской студии грамзаписи. Фото 1970—1980-х годов

Студия звукозаписи Рижского завода (латыш. Rīgas skaņu ierakstu studija) была основана в 1958 году с филиалами в Таллине и Вильнюсе.
В 1964 году вошла в состав «Мелодии». Первоначально записи проводились в помещении Латвийского университета. Затем студия переехала в здание Реформатской церкви на улице Марсталю, дом 10, в Старом городе. Музыкальные специалисты утверждали, что помещения с подобной акустикой не было во всей Прибалтике. Рижская студия одной из первых в составе «Мелодии» перешла на стереофонию — первой записью стало выступление болгарского хора «Гусла». Студия располагала качественным оборудованием: швейцарскими микрофонами, современными пультами и магнитофонами.
В начале 1980 года журнал «Мелодия» сообщал, что в аппаратной Рижской студии грамзаписи, находившейся в одном из помещений Домского собора, звукорежиссёр Я. Кулбергс, редактор Х. Саулите и инженер звукозаписи В. Каксис провели записи органной музыки латышского композитора Индулиса Калныньша в исполнении органиста П. Сиполниекса. Записи были выпущены на грампластинке «Сувенир Рижского Домского собора».
Янис Лусенс, руководитель латвийской группы «Зодиак», вспоминал о начале 1980-х годов:

Главное, что нам повезло со звукорежиссёром Александром Гривой, который фактически стал продюсером нашей первой пластинки. Он прекрасно чувствовал новую западную музыку и понимал, что там много хорошего…

С начала 1970-х годов в студии работал редактор Алдис Эрманбрикс (латыш. Aldis Ermanbriks), ставший после отделения от «Мелодии» в 1992 году, её директором.

### Таллинская

Хейно Педусаар в Таллинской студии грамзаписи. Фото 1970-х годов

Таллинская студия звукозаписи (эст. Tallinna Heliplaadistuudio) начала работу в апреле 1959 года как филиал Рижской фабрики грампластинок в здании Министерства культуры Эстонской ССР.
В 1964 году вместе с Рижским заводом вошла в состав «Мелодии». С первых дней основания в студии работал бессменный главный редактор Иоанн Ющук (эст. Joann Juštšuk). К 1967 году в штате студии было 8 человек. Повысил качество записей опытный звукорежиссёр и музыкальный исследователь Хейно Педусаар (эст. Heino Pedusaar).
Важной частью культурного наследия студии стала работа над серией записей органной музыки, инициаторами которой в начале 1970-х годов стали профессор Хуго Лепнурм и органист Рольф Уусвяли (эст. Rolf Uusväli). Заметный вклад в производство серии из более чем 30 грампластинок сделал звукорежиссёр Энн Томсон (эст. Enn Tomson).
В 1971 году при студии было начато экспериментальное производство компакт-кассет, которое через несколько лет преобразовано в Таллинский завод музыкальных кассет.

### Вильнюсская
Вильнюсская студия звукозаписи (лит. Vilniaus plokštelių studijai) основана 12 сентября 1958 года на улице Пионеров, дом 8. Директором студии стал оперный певец Валериёнас Индриконис (лит. Valerijonas Indrikonis), его аннотации использовались на конвертах грампластинок в 1960-х годах. Первые записи делались техниками Вильнюсского радио. С 1961 года на студии работал звукорежиссёр Витаутас Бичюнас (лит. Vytautas Bičiūnas). Записи Вильнюсской студии издавались на Рижском заводе.

В Вильнюсской студии грамзаписи. Фото 1980-х годов

В 1978—1986 годах редактором студии работала музыковед Рута Скудене (лит. Rūta Skudienė) — составительница сборников литовского джаза. Со временем студия была оснащена современным оборудованием, освоены стерео- и многоканальные методы записи: на 1987 год студия располагала 8-канальным микшерным пультом Studer, 2-канальными магнитофонами Studer A-80 и C37 и 8-канальным Ampex 440В, звуковыми колонками Tannoy. Этой аппаратурой управляли звукорежиссёры Вилюс Кондротас (лит. Vilius Kondrotas), Эугениюс Мотеюнас (лит. Eugenijus Motiejūnas), Римантас Мотеюнас (лит. Rimantas Motiejūnas), В. Эйнорис (лит. V. Einoris), Ю. Моцкявичюс (лит. J. Mockevičius). За период 1980—1989 годы «Мелодия» издала 77 наименований грампластинок, записанных в Литве.
В 1990 году Вильнюсская студия перестала быть подразделением «Мелодии». Позднее было зарегистрировано предприятие ЗАО «Вильнюсская студия грампластинок» (лит. UAB «Vilniaus plokštelių studija») по адресу ул. Бирутес, дом 18, где раньше располагался цех звукозаписи Литовской киностудии.

### Тбилисская
В 1966 году по адресу проспект Важи-Пшавелы, 71 началось сооружение Тбилисской студии грамзаписи всесоюзной фирмы «Мелодия». В концертном зале площадью 820 м² планировалось вести записи концертов в исполнении оркестра или хора. Проектом предусматривались репетиционный зал и комнаты для прослушивания, специально оборудованные помещения для записи музыкальных произведений малых форм и художественного чтения. Ожидалось, что студия вступит в строй в 1967 году.
В 1970—1980-х годах в Тбилисской студии грамзаписи работали звукорежиссёры М. Килосанидзе, Г. Гвишиани, Х. Мамедов, Д. Демуров. Когда в 1980 году звукорежиссёр Д. Демуров работал с группой «Автограф», то, по информации официального сайта группы, студия располагала, в частности, пультом Amek Angela, 24-канальным магнитофоном Studer A800, студийной ударной установкой. Молодой звукорежиссёр Хагани (Серго) Мамедов был отмечен первой премией за запись музыки к фильму «Свадьба соек» (1984). Михаил Килосанидзе представлял филармоническую музыку Грузии. В книге «„Мелодия“ вчера, сегодня, завтра» (1989) отмечалось, что «симфонии Г. Канчели, программы дирижера Дж. Кахидзе, Камерного оркестра под управлением Л. Исакадзе, национальная хоровая музыка пользуются большим успехом благодаря точно и тонко продуманной звукорежиссёром богатой акустической картине». Записи Михаила Килосанидзе были отмечены в конкурсах на лучшую запись «Мелодии».

### Алма-Атинская
Алим Байгарин, отучившись в Ленинградском институте киноинженеров и получив специальность «звукорежиссёр», в 1972 году пришёл на «Казахтелефильм». Одновременно он работал внештатным сотрудником на всесоюзной фирме «Мелодия» По его словам, впоследствии он и возглавил Алма-Атинскую студию грамзаписи. Бахытжан Джумадилов, вспоминая о работе в начале 1970-х годов над записями группы «Дос-Мукасан», рассказывал:

Поступило предложение записать виниловые пластинки — два миньона и один гранд. <…> Целых три месяца мы трудились по ночам — студия звукозаписи располагалась в Театре оперы и балета и, чисто по техническим причинам, могла работать только после 12 ночи. <…> На пустой сцене, где только что отстучали пуантами балерины, откуда-то из-под потолка опускались, словно лианы, разноцветные паутины кабелей и проводов. Устанавливались коробки звуковых колонок и стойки микрофонов. Специально для ударной установки выстраивалось небольшое помещение-бокс, призванное гасить звук. На четвертом этаже в маленькой комнатушке стоял огромных размеров микшерский пульт — сердце всей этой кухни, называемой звукозаписывающая студия. Два звукорежиссера — Максат Мухитдинов и Алим Байгарин долго колдовали над всевозможными приборами и аппаратами, пока не раздавалось долгожданное: «Мотор!». <…> Звук через установленные пять-шесть микрофонов <…> передавался наверх, в студию. Там, Алим и Максат, эти два кудесника, каким-то неимоверным чутьем определяли уровень звучания, тембр, баланс звуков и каналов.

Также Алма-Атинская студия грамзаписи фирмы «Мелодия» располагалась в помещениях «Казахфильма». В 1995 году Алма-Атинская студия грамзаписи вошла в перечень предприятий, объединений, организаций и учреждений системы культуры Республики Казахстан.

## Заводы

### Московские
До 1978 года относительно небольшое производство по изготовлению грампластинок имела Всесоюзная студия грамзаписи: известны гибкие пластинки, гранды, гиганты и цветные гиганты с надписями на этикетке: «Мелодия» и Всесоюзная студия грамзаписи. Главным производством ВСГ являлась запись эталонов грампластинок — преобразование магнитной записи на ленте в механическую на лаковом, а с середины 1980-х — на медном диске, и до 1978 года также производство никелевых оригиналов гальванопластическим способом.
В 1978 году гальванический и прессовый цеха ВСГ были переведены на новый Московский опытный завод грамзаписи (МОЗГ), где планировалось выпускать около 70 млн грампластинок в год. Здание завода было построено по проекту архитектора Валерия Михайлова, дизайн разработан проектным институтом «Гипротеатр». Завод располагал научно-исследовательскими лабораториями, дизайнерскими студиями, типографией, компьютерным центром. МОЗГ изготавливал никелевые оригиналы с эталонов ВСГ, матрицы, и печатал грампластинки. К 1987 году был создан участок, оснащённый современным оборудованием по производству медных тондисков. Тондиски отправлялись на запись в ВСГ, а затем на заводе с них изготовляли оригиналы и матрицы. В 1989 году завод приступил к подготовке линии тиражирования компакт-дисков, которая официально вступила в строй в феврале 1990 года. К 1992 году МОЗГ также изготовлял медные диски, а тиражирование и выпуск грампластинок осуществлялись на других заводах.

### Апрелевский

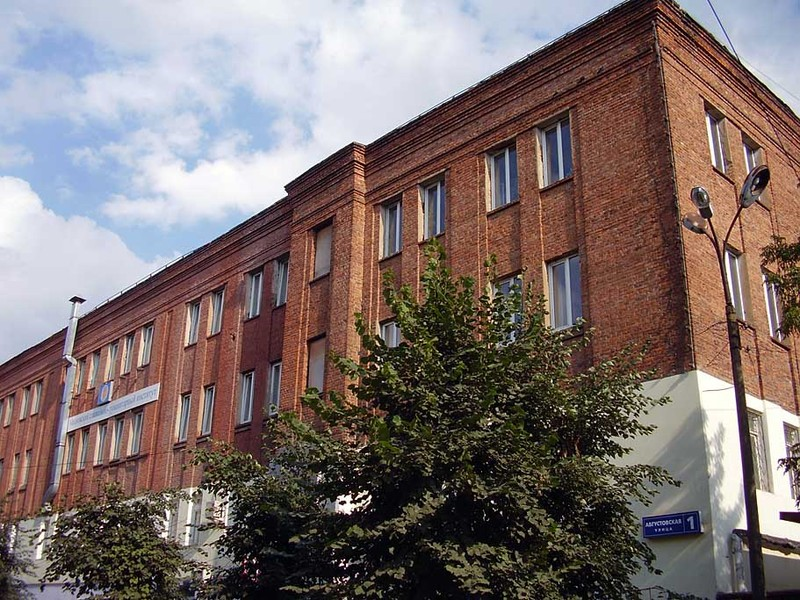
Один из корпусов Апрелевского завода. Фото 2006 года

Апрелевский завод ведёт своё начало от фабрики «Метрополь Рекордъ», основанной в 1910 году Готлибом Моллем.
В начале 1950-х годов на заводе началось освоение выпуска виниловых пластинок, в 1952 году были изготовлены первые в стране партии долгоиграющих грампластинок, в 1961 — первые стереофонические грампластинки.
С 1964 года в составе «Мелодии», считался её крупнейшим заводом. В первый год существования фирмы, на Апрелевском заводе был освоен выпуск гибких грампластинок. Эти пластинки были просты в изготовлении и более доступны по цене, чем обычные. На гибких пластинках выпускалась эстрадная музыка, учебные записи. Гибкие пластинки изготовлялись также для ежемесячного звукового журнала «Кругозор», «Клуб и художественная самодеятельность», детского журнала «Колобок».
Завод производил грампластинки всех форматов: миньоны, гранды, гиганты, а также цветные и гибкие; на 78, 33 и 45 об/мин, в том числе миньоны на 45 об/мин на экспорт и по заказу конторы «Союзинвентарь» для музыкальных автоматов «Меломан». Грампластинки на 78 об/мин Апрелевский завод выпускал до 1971 года.
19 апреля 1971 года завод награждён орденом Ленина. Награда была вручена директору Марии Григорьевне Цвигун. В 1989 году завод приступил к освоению производства кассет. На предприятии выходила заводская газета.
После распада СССР пластинки, выпуск которых ещё продолжался на заводе, иногда имели надпись: «Апрелевка Саунд Инк.». Также в 1990-е годы Апрелевский завод брал заказы у частных фирм звукозаписи (SNC Records, Moroz Records и другие фирмы звукозаписи). Последняя партия пластинок была выпущена в 1997 году.

### Ленинградский

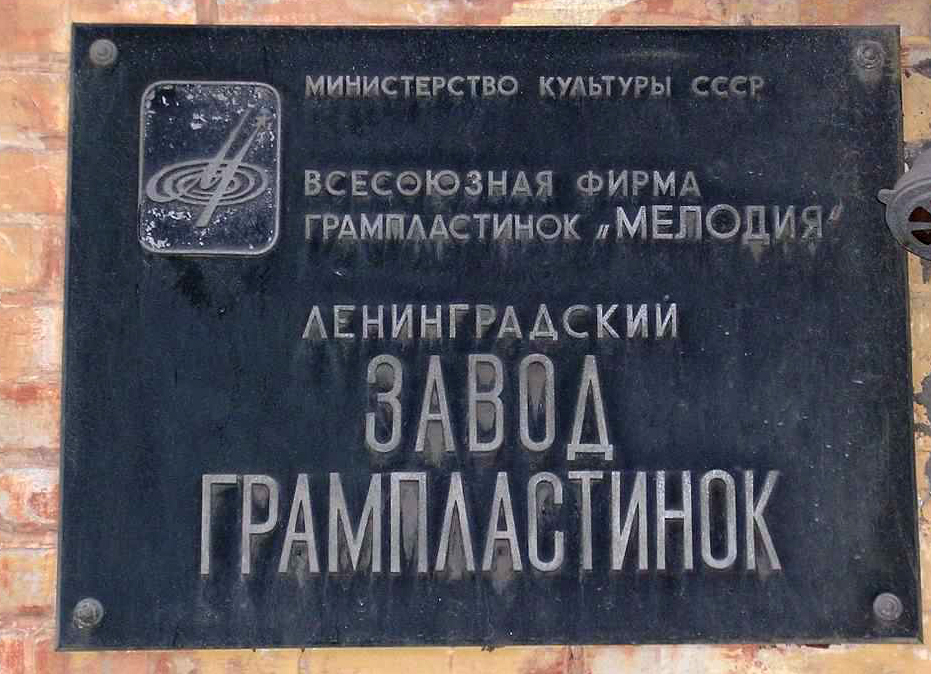
Вывеска Ленинградского завода грампластинок

Ленинградский завод граммофонных пластинок введён в строй под руководством директора и рационализатора Ю. Х. Цомаева в 1948 году по адресу Цветочная улица, дом 11. Оборудование завода было собрано на базе экспроприированного немецкого граммофонного завода Tempo. В 1956 году начат выпуск долгоиграющих грампластинок, в 1962 году — стереофонических. С августа 1957 года стал называться «Аккорд» и перешёл в подчинение управления химической промышленности Ленсовнархоза.
11 июля 1964 года завод включён в состав фирмы «Мелодия» под названием «Ленинградский завод грампластинок Всесоюзной фирмы граммофонных пластинок „Мелодия“». Выпускал пластинки на 78 (гранды) и 33 об./мин. (гибкие, миньоны, гранды, гиганты). В 1972 году завод освоил выпуск цветных грампластинок. В середине 1980-х годов печатал, кроме основных заказов, пластинки для польской фирмы Tonpress.
Преемником Ленинградского завода стал в 1993 году АООТ (ныне ОАО) «Петерфон».

### Рижский

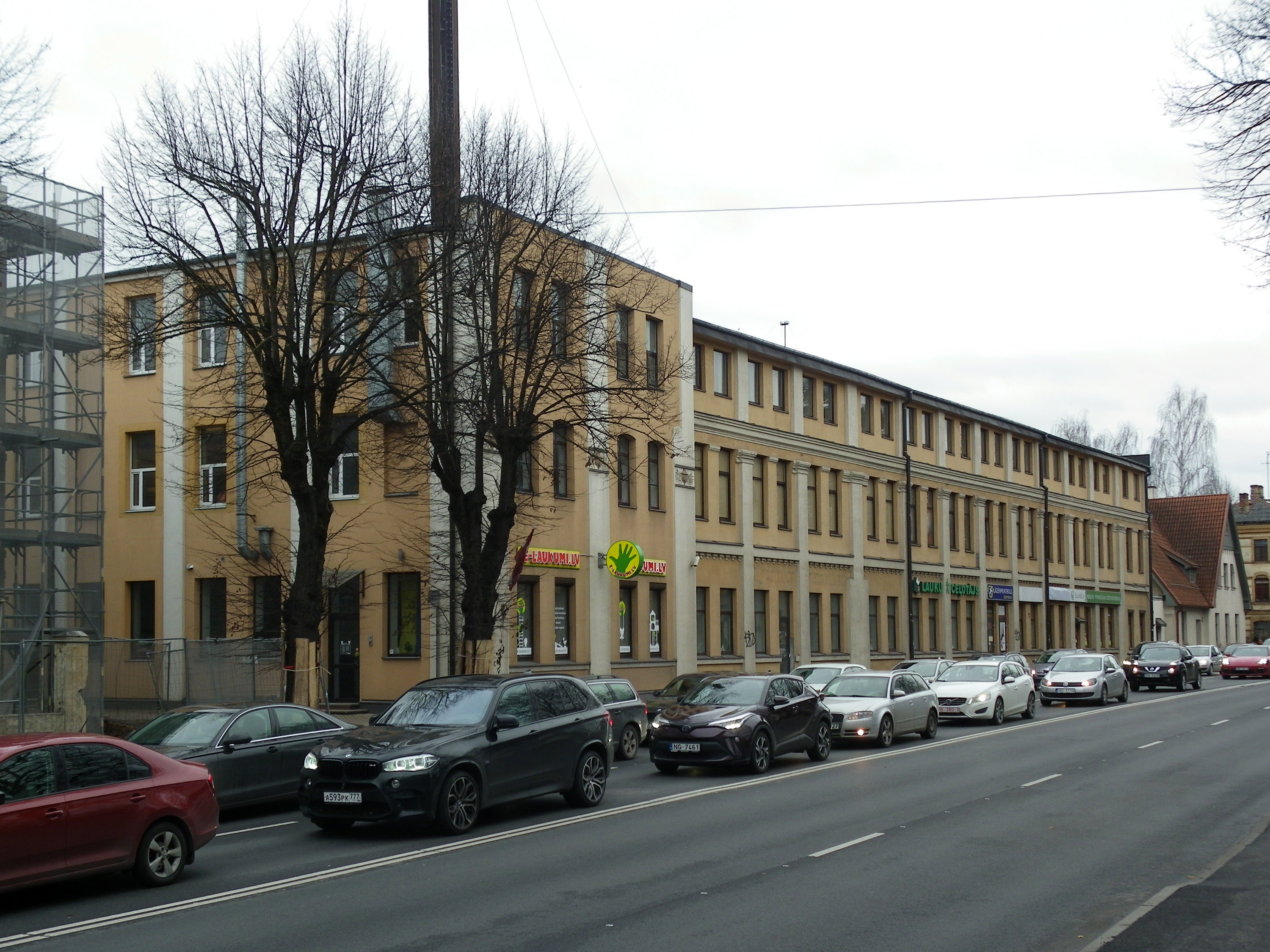
Бывший корпус Рижского завода фирмы «Мелодия»

Рижский завод грампластинок (РЗГ) (латыш. Rīgas skaņuplašu fabrika (RSF)) основан в 1950 году на базе фирмы «Беллакорд-Электро» (латыш. Bellacord–Electro), располагался на улице Калнциема, дом 40.
Завод в 1964 году вошёл в состав «Мелодии» под названием «Рижский завод грампластинок Всесоюзной фирмы „Мелодия“» (латыш. Vissavienības skaņuplašu firmas Melodija Rīgas fabrika). В 1965 году освоен выпуск долгоиграющих грампластинок, с 1971 года — стереофонических. В 1973 году построен кассетный цех и налажен выпуск компакт-кассет. В 1979 году произведено 10 миллионов грампластинок. В 1981 году завод награждён орденом «Знак Почёта». Продукция реализовывалась в основном в Прибалтике, а также в других республиках Советского Союза и за рубежом: в Болгарии, Венгрии, ГДР, Польше, Румынии, США, на Кубе, во Вьетнаме.
В 1991 году Рижская фабрика грампластинок была приватизирована звукозаписывающей компанией «Синтез-рекордс» и переименована в RiTonis. В 1999 году объявлена банкротом.

### Таллинский
В начале 1971 года постановлением Рижского завода грампластинок при Таллинской студии звукозаписи основан филиал завода для производства малогабаритных магнитофонов и магнитофонных кассет. Аппаратура для тиражирования была закуплена у немецкой фирмы Vollmer, специалисты которой помогли её установить. В 1971 году в цехе была изготовлена первая в СССР пробная партия в 10 тысяч компакт-кассет. Всего за первый год работы цех изготовил 200 тысяч кассет. В 1975 году цех стал заводом (эст. Tallinna Helikassetitehas), во многом благодаря Вяйно Верлину, который нашёл необходимые помещения на улице Tiivase (ныне Nõmme-Kase), дом 12. На продукции ставилась надпись «Таллинский завод музыкальных кассет».
К 1977 году завод произвёл 2,6 млн кассет 400 наименований. В 1977 году были закуплена новая техника немецкой фирмы Asona, и за год было выпущено 5 млн кассет. В производстве использовалась магнитная лента комбината «Свема», детали кассет закупались в Германии (лента BASF), Японии, США. Позже были освоены собственные пресс-формы. Часть кассет выпускалась в режиме стерео. Продукция распространялась в Эстонии и других Союзных республиках, почти половина шла на заводы магнитофонов. В середине 1970-х кассеты таллинского завода экспортировались в Чехословакию, Финляндию, Венгрию, Францию, Ливан, Индонезию, Вьетнам и Сингапур. Завод, откликаясь на письма с просьбами прислать компакт-кассеты наложенным платежом, по возможности старался эти просьбы удовлетворить. Планировалось создать новый завод с мощностью 5 млн кассет в год со своей студией звукозаписи, концертным залом и завод лазерных дисков.
После объявления Эстонией независимости, в 1990-х годах производство перешло на импортную ленту, оформление стали печатать на пластиковых футлярах кассет. К 1997 году завод выпускал, в основном, классическую музыку, объёмы производства снизились. Последние кассеты были произведены в Таллине в июне 2005 года.

### Тбилисский
Тбилисский завод грампластинок выпускал долгоиграющие моно- и стереогрампластинки, гибкие пластинки. В начале 1972 года было закуплено американское оборудование на сумму 300 тыс. долларов и налажено производство компонентов магнитофонных кассет. По информации на конец 1981 года, завод производил компоненты компакт-кассет и имел линию тиражирования.

### Бакинский
Выпуск грампластинок в Баку был освоен ещё до входа в состав «Мелодии» различными предприятиями местной промышленности. Возможно, что первым директором завода стал Ильдырым Касимов. В составе «Мелодии» завод выпускал грампластинки примерно до 1971 года. Известны долгоиграющие грампластинки Бакинского завода (миньоны и гранды) на 33 об./мин., изготовленные по ГОСТ 1961 и 1968 годов, с надписью по-русски или по-азербайджански Təranə (рус. Мелодия).
В 1972 году на Бакинском заводе «Мелодии» было налажено производство компонентов компакт-кассет. На 1979 год кассеты Бакинского завода поставлялись во все союзные республики. Так, в выпуске газеты «Бакинский рабочий» за 5 декабря говорится, что завод отгрузил большую партию своей продукции в Тбилиси и рапортовал о выполнении годового задания; при этом, до конца года завод обязался выпустить дополнительно к плану свыше 150 тыс. кассет. По информации на конец 1981 года, завод производил компоненты и имел линию тиражирования. Кассеты выпускались под маркой «Мелодии» с надписью «Бакинский завод магнитофонных кассет».

### Ташкентский
Ташкентский завод грампластинок основан в 1945 году на улице Грампластинок, дом 58. Производство было собрано на базе эвакуированного в 1941 году оборудования Ногинского завода. С 1957 года выпускал долгоиграющие грампластинки. В 1964 или 1965 году вошёл в состав «Мелодии», в 1969 году заводу присвоено имя певца Муллы Туйчи Ташмухамедова — пионера грамзаписи в Туркестане. В 1972 году завод освоил выпуск стереофонических грампластинок. По состоянию на 1981 год в составе предприятия было 10 цехов и 9 отделов. На заводе работало 539 ударников соцтруда, 15 бригад коммунистического труда. 12 работников были удостоены правительственных наград. При заводе имелся детский сад и зона отдыха.
В марте 1995 года по адресу предприятия зарегистрировано объединение «Мелодии востока» (узб. «Шарк таронаси»). Товарами производства были грампластинки и конверты. Пластинки печатались с матриц «Мелодии»; издавались, в частности, детские сказки.

## Репертуар
По состоянию на 1986 год издание записи фирмой «Мелодия» начиналось с того, что репертуарная комиссия составляла годовой план записей. План записей также составлялся на год редакторским советом Ленинградской студии и передавался в Москву на утверждение.
«Мелодия» имела собственный звуковой фонд, значительное количество фонограмм в 1960—1980-х годах поступало из Государственного дома радиовещания и звукозаписи (ГДРЗ), телерадиофонда. В телерадиофонде хранился, в частности, архив берлинского Дома радио, перевезённый в 1945 году в Москву, с записями классической музыки и эстрады.
При отборе готовых записей учитывался идеологический момент: например, при закупке лицензий в расчёт принималась идеологическая направленность записей, «отсутствие в них порнографических текстов и пропаганды неприемлемых для нас сторон буржуазного образа жизни». По мнению исследователя Валерия Колпакова, «считать, что только она (идеология) влияла на всю деятельность фирмы „Мелодия“, будет неправильно. <…> Влияли вполне рыночные товарно-денежные отношения, хотя открыто это никто не признавал и уж тем более не афишировал».

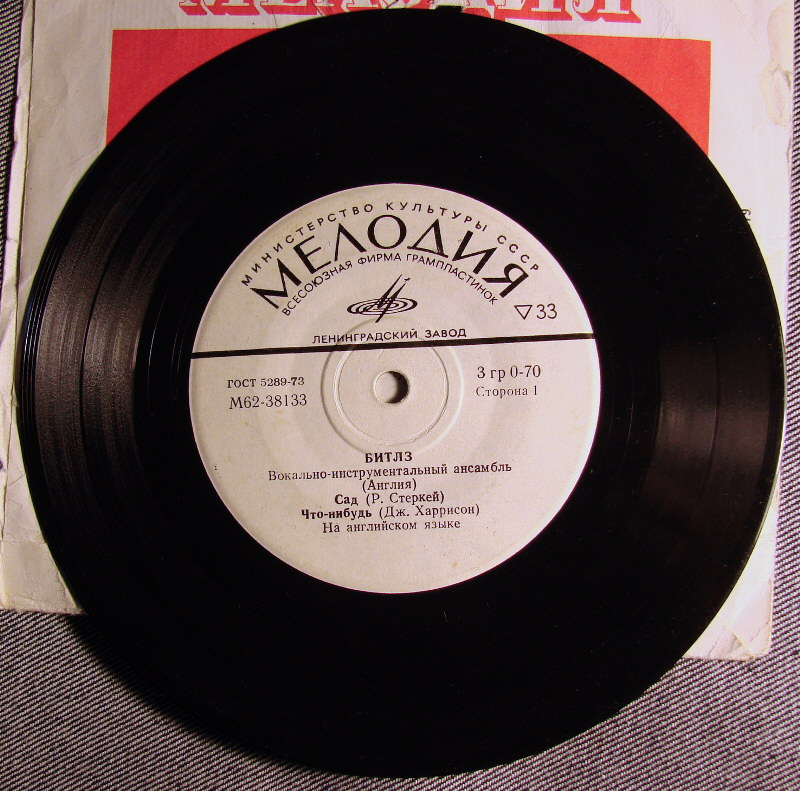
Миньон фирмы «Мелодия» с композициями The Beatles

Для грампластинок «Мелодии» существовали следующие группы жанров, от которых зависела государственная цена грампластинки:
- 0 — гимны, документальные, общественно-политические записи;
- 1 — симфоническая, оперная, хоровая музыка;
- 2 — русская народная музыка;
- 3 — творчество народов СССР;
- 4 — поэзия, проза, драматургия;
- 5 — записи для детей;
- 6 — эстрада, песни советских композиторов;
- 7 — учебные записи;
- 8 — музыка народов зарубежных стран (фольклор);
- 9 — прочие записи (спецзаказы «Кругозор», «Колобок», измерительные записи и др.).

## Тираж
В тиражную комиссию, определявшую количество экземпляров первых выпусков, входили музыкальные артисты, работники ВСГ, представители министерства культуры, Союза композиторов, торговли и других заинтересованных организаций. В начале 1970-х годов тиражная комиссия собиралась раз или два в месяц. На совещании отчитывались о выполнении плана и обсуждались тиражи. Торгующая организация могла заявить, какая популярная запись необходима, чтобы выполнить план за квартал. Официальные первые тиражи грампластинок устанавливались в зависимости от группы жанра: 1 группа — 3—5 тысяч, 2 группа — 5—10 тысяч, 3 группа — 1—2 тысячи, 4 группа — 1—3 тысячи, 5 группа — 5—10 тысяч. Для песен советских композиторов, авторских записей и эстрадных композиторов тираж составлял 5—10 тысяч, вокально-инструментальных ансамблей — 10—30 тысяч, популярных эстрадных программ-сборников — до 100 тысяч. Эстрадный музыкальный редактор ВСГ Юлия Сапрыкина, рассказывая о конце 1980-х, сообщила, что первый тираж любой пластинки был 25 тысяч. Дополнительные тиражи грампластинок всецело определялись торгующими организациями, которые ежеквартально формировали заказы заводам грампластинок, учитывая покупательский спрос.
Тираж также зависел от технических возможностей «Мелодии». В 1986 году вышло около 12 млн грампластинок, изготовленных на основе новой технологии DMM: фонограмму переносили не на лаковый, а на медный тондиск, с которого можно было получить 17 никелевых оригиналов вместо одного. В итоге возможный тираж увеличивался в несколько раз. Планировалось после исчерпания запасов лаковых дисков полностью перейти на медные.
Тиражи лицензионных записей устанавливала комиссия по отбору и закупке. Лицензионные тиражи, в соответствии с договорами, были относительно небольшими, без права повторного тиражирования. Примерный тираж одного лицензионного диска — 33 тысячи.

## Лицензирование
Издание фонограмм на лицензионной основе началось в СССР в 1973 году, когда страна присоединилась к Всемирной конвенции об авторском праве. По состоянию на 1982 год ежегодно подписывались контракты на 30 и более названий, общим тиражом более 1 млн экземпляров. Лицензии закупались прежде всего у тех зарубежных фирм, которые активно работали в своих странах с советскими записями.
Лицензирование зарубежных фонограмм осуществлялось в следующем порядке: «Мелодия» получала от зарубежных фирм или заказывала через каталоги образцы фонограмм. Заказы осуществляло внешнеторговое объединение «Международная книга». Образцы прослушивались и обсуждались специальной комиссией — Советом по лицензиям. В этот Совет входили специалисты фирмы «Мелодия» и Министерства культуры, музыковеды, композиторы, артисты, московские филофонисты. После прослушивания и отбора осуществлялась закупка лицензий. Закупка и заключение договоров с зарубежными фирмами грамзаписи осуществлялись также при посредничестве «Международной книги».
Первоначально основную долю лицензий составляли записи классической, симфонической, оперной, камерной музыки. Во второй половине 1980-х годов увеличился выпуск грампластинок с записями джаза, эстрады и рок-музыки. В этот период руководство «Мелодии» и худсовет пришли к выводу, что следует закупать меньше лицензий, но более популярных наименований. Так, издания из серии «Архив популярной музыки» считаются полулегальными, так как на конвертах пластинок вместо информации о лицензиях были подписи, что при составлении сборника были использованы записи из личных коллекций (В. Фрадкина, А. Белявцева, А. Шалобасова, Б. Гребенщикова, В. Шумова, В. Дорохина и др.).
Всего до начала 1990-х «Мелодия» выпустила около 450 лицензионных наименований зарубежных фирм: EMI, Decca, Deutsche Grammofon, Polydor International, CBS и других.

## Оформление
Первоначальная надпись «Мелодия» была выполнена гарнитурой, разработанной на основе шрифта Германа Цапфа «Оптима» (англ. Optima).
На логотипе изображена стилизованная космическая ракета-спутник. Предполагаемый дизайнер логотипа — А. Д. Крюков.
Большинство конвертов имело стандартные рисунки и надписи. Решения, принятые в отношении оформления грампластинок, могли быть оспорены в вышестоящих организациях. Например, готовый тираж лицензионного альбома 1983 года группы Space был после «просмотра в ЦК» изъят из-за обложки, на которой был изображён крест. Полиграфия была заменена, и грампластинки заново расфасованы по новым конвертам. В 1982 году на ВСГ был введен в строй репродукционный центр, его задача — обеспечивать качественное оформление конвертов для всех заводов фирмы. По словам директора завода «Грамзапись» Анатолия Александровича Мазина, это позволяло выпускать новые пластинки в едином художественном оформлении и значительно сократить сроки их производства — до одного-двух месяцев после решения тиражной комиссии.

## Производство

### Грампластинки
После принятия репертуарной комиссией плана начиналось его осуществление. На Всесоюзной и республиканских студиях выполнялись записи. Кроме артистов, важную роль играли звукорежиссёры — от их квалификации и опыта напрямую зависело качество записи на магнитную плёнку. Обычно делалось несколько вариантов записи, наиболее удачные фрагменты склеивались в одну фонограмму. Готовая фонограмма из склеенных фрагментов переписывалась на целую ленту и передавалась на прослушивание худсоветом, апробировались приглашёнными специалистами и проверялась на техническую пригодность. Если запись получала одобрение, ей присваивался номер, который впоследствии становился каталожным (матричным) номером носителя.
С магнитной ленты запись переносилась на лаковый (с 1986 года — на медный) тондиск — магнитная запись преобразовывалась в механическую. Тондиски записывались только в центральной студии (ВСГ), где находилось специальное оборудование. После этого диск обрабатывали по специальным технологиям и получали эталон, с которого делали никелевые оригиналы, с которых, в свою очередь, можно было изготавливать матрицы и тиражировать грампластинки. До 1978 года оригиналы делались только на ВСГ, затем производство оригиналов было освоено на опытном заводе «Грамзапись».

## Торговля
В состав фирмы «Мелодия» в разные годы входили 18 Домов грампластинки — оптовых предприятий торговли, распределявших грампластинки, катушки магнитных лент, компакт-кассеты по магазинам страны. Несколько Домов грампластинок было в Москве, РСФСР (в Ленинграде, Свердловске и др.), и по одному — в столицах союзных республик. Розничная реализация продукции осуществлялась через сеть государственных магазинов, торговые предприятия потребкооперации, сеть киосков «Союзпечать». Часть продукции региональных заводов реализовывалась через местные торговые точки. Грампластинки можно было заказывать по почте. На 1980 год единственной организацией, высылающей грампластинки наложенным платежом, была Апрелевская база посылторга. При этом лицензионные и гибкие пластинки не высылались.
В июне 2013 года фирма объявила о начале продаж архивных записей в цифровом формате. Для реализации было подготовлено порядка 4 тысяч альбомов, права на которые принадлежат «Мелодии», и открыт интернет-магазин для их приобретения. В начале проекта треки реализуются только в формате WAV, но вскоре будут доступны форматы FLAC и MP3. Фирма надеется на успех в первую очередь не из-за ценовой политики, а из-за ассортимента.

## Журнал
С октября 1979 года выпускался «Мелодия — Каталог-бюллетень» — журнал по музыкальной тематике, выпускавшияся ВТПО «Фирма Мелодия». Каждый номер серии представлял собой сборник статей и рецензий о выпускаемой «Фирмой Мелодия» музыке и исполнителях. В журнале публиковались рецензии, анонсы и каталог выходящих грампластинок, издаваемых фирмой.

## Золотой диск
Почётный приз Всесоюзной фирмы грампластинок «Золотой диск» был учреждён Министерством культуры СССР в декабре 1981 года. Задачами этой награды были пропаганда и поощрение композиторов, исполнителей, драматургов, а также выражение общественного признания и высокой оценки грамзаписи.
Как рассказал на страницах газеты «Вечерняя Москва» за апрель 1982 года заместитель начальника управления музыкальных учреждений Минкульта В. Н. Ковалёв, в отличие от зарубежных фирм, ориентировавшихся на коммерческий успех, при награждении Золотым диском учитывались в первую очередь «идейные и художественные достоинства» грамзаписей и исполнительское мастерство артистов. Этот подход подтвердил чешский певец Карел Готт в 2011 году в одном из своих интервью:

Когда я записал свою первую пластинку в Союзе в конце 70-х, она разошлась пятимиллионным тиражом. Представляете, что бы это значило сейчас? Но на «Мелодии» мне платили двести рублей за песню: продается диск или нет — это не имело значения. Мой гонорар оставался неизменным. Шесть лет назад я, например, заработал золотой диск на «Мелодии», но представители компании популярно объяснили мне со сцены Кремлёвского дворца, что не могут наградить меня золотым или платиновым диском, потому что это расценивается как маркетинговый ход, а они выше этого.

Валерий Сухорадо вручает Золотой диск Владимиру Мулявину (ВИА «Песняры»)

Ежегодно, начиная с 1982 года, «Мелодия» называет «золотых призёров». Первым лауреатом стал Центральный музей В. И. Ленина за серию изданий «Лениниана в грамзаписи». По состоянию на 1989 год, Золотым диском были награждены композиторы Андрей Петров, Александра Пахмутова, Тихон Хренников, Алексей Рыбников, Раймонд Паулс, Дмитрий Кабалевский, Родион Щедрин, Георгий Свиридов, Владимир Шаинский.
Золотой диск был вручён дирижёру Евгению Мравинскому за запись 6-й симфонии П. И. Чайковского, Густаву Эрнесаксу — за записи хоровой музыки, пианисту Святославу Рихтеру за запись Концерта № 1. Высшей наградой фирмы «Мелодия» была отмечена певица Людмила Зыкина за запись народных песен «Степь да степь кругом», «Тонкая рябина», «Вот мчится тройка почтовая», дирижёр Геннадий Рождественский за грампластинки с записями симфоний П. И. Чайковского, певица Зейнаб Ханларова за грамзаписи азербайджанских песен и песен народов Востока, певец Евгений Нестеренко за запись вокального цикла М. П. Мусоргского «Песни и пляски смерти», певица Елена Образцова за грампластинку «Романсы П. И. Чайковского», коллектив Государственного академического Большого театра Союза ССР.
Популярная музыка представлена среди призёров певицами Аллой Пугачёвой и Софией Ротару, певцами Иосифом Кобзоном и Юрием Антоновым, ансамблем «Песняры» — за грампластинки с записями песен советских композиторов.
В 1990 году «золотым призёром» стал Пол Маккартни. Газета «Комсомольская правда» в выпуске от 11 февраля 1990 года писала, что, по мнению руководства ВТПО «Фирма Мелодия», пластинка «Снова в СССР» может быть занесена в советскую книгу рекордов «Пари» по трем позициям:
- самый большой тираж грампластинки иностранного исполнителя в СССР (более 500 тысяч экземпляров);
- самая дорогая в мире пластинка (цены у коллекционеров в США достигали 150—200 долларов за экземпляр);
- самая массовая «экспортная» продукция «Фирмы Мелодия».